# ОШ „Божидар Миљковић” Горњи Присјан
ОШ „Божидар Миљковић” у Горњем Присјану, једна је од установа основног образовања на територији општине Власотинце.
Школа је основана 1895. године. Поред матичне школе постоје и два издвојена одељења. Наставу похађа око 30 ученика.